# سینوس آئورتی
سینوس آئورتی (به انگلیسی: aortic sinus) که به آن سینوس والسالوا (به انگلیسی: sinus of valsalva) نیز می‌گویند یکی از اتساع‌های آناتومیک در آئورت بالارو است که دقیقاً بالای دریچه آئورت وجود دارد..

## ساختار
به طور کلی سه سینوس آئورت وجود دارد، یک سینوس قدامی و دو سینوس خلفی. این سینوس‌ها سرخرگ‌های کرونری باز می‌شوند:
- سینوس آئورت خلفی سمت چپ به سرخرگ کرونری چپ وارد می‌شود.
- سینوس آئورت قدامی به سرخرگ کرونری راست وارد می‌شود.
- سینوس آئورت خلفی راست معمولاً هیچ عروقی ایجاد نمی‌کند و اغلب به سینوس غیر کرونری معروف است.

سینوس‌های آئورت به طور معمول برجسته‌تر از سینوس‌های ریوی هستند.

## اهمیت بالینی
اگر رگ‌های کرونری از سینوس‌های آئورتی اشتباه ایجاد شده باشند، این رخداد می‌تواند بطن‌های قلب را در معرض خطر ایسکمی قرار دهد. این مسئله معمولاً فقط هنگامی آشکار می‌شود که سکته قلبی پیش‌تر رخ داده باشد که این رخداد معمولاً پیش از ۲۰ سالگی و هنگام تمرین بدنی روی می‌دهد.

## نام‌ها
سینوس آئورتی نام‌های گوناگونی از جمله سینوس والسالوا (Valsalva) سینوس مورگاگنی (Morgagni)، سینوس مهتا (Mehta)، سینوس اتو (Otto) و سینوس پتیت (petit) دارد.